# Arabia Terra

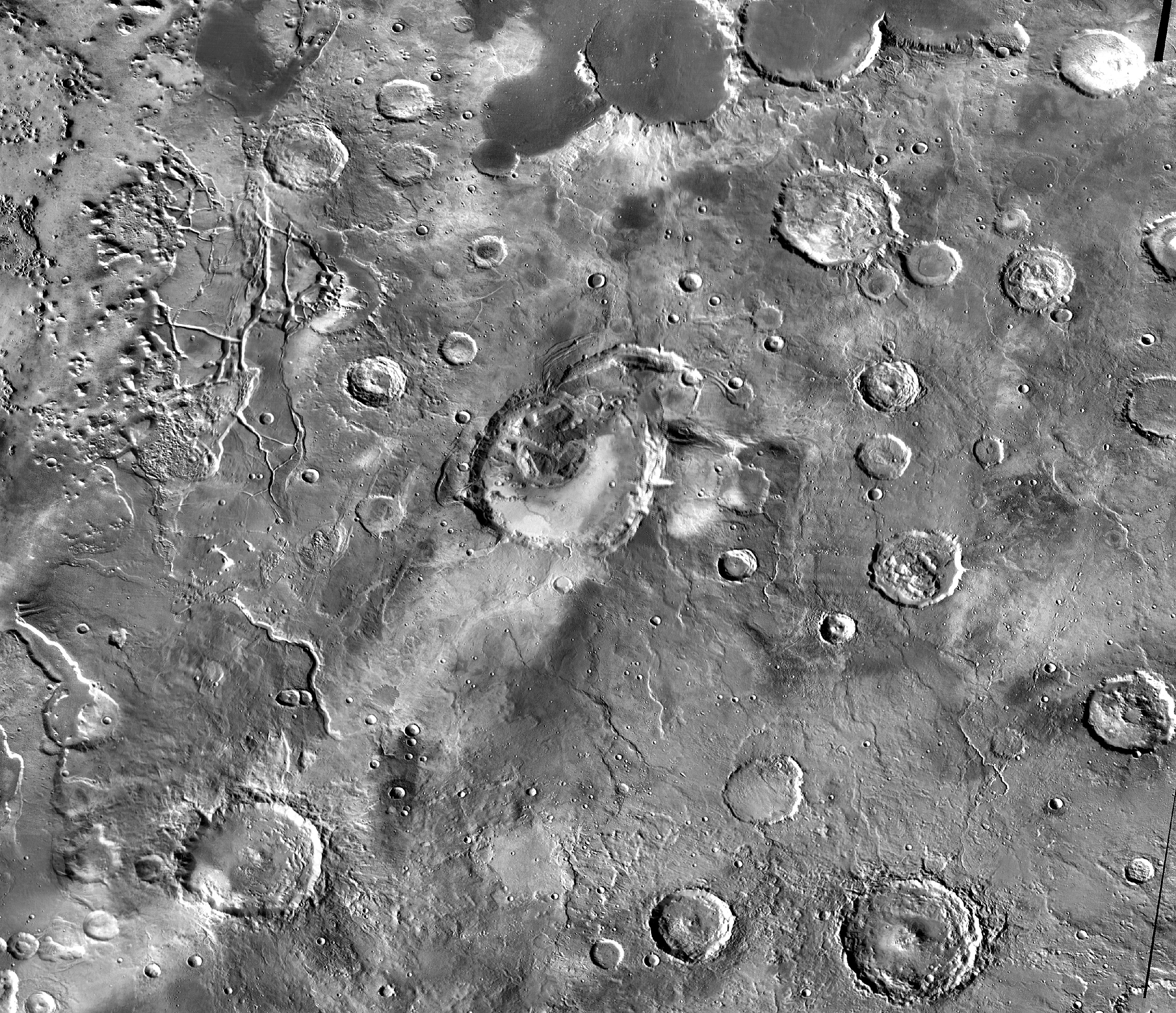
THEMIS mosaic de la imatge infraroja durant el dia que mostra Eden Patera (al centre), un dels complexos volcànics proposats (caldera) a Arabia Terra, i els seus voltants

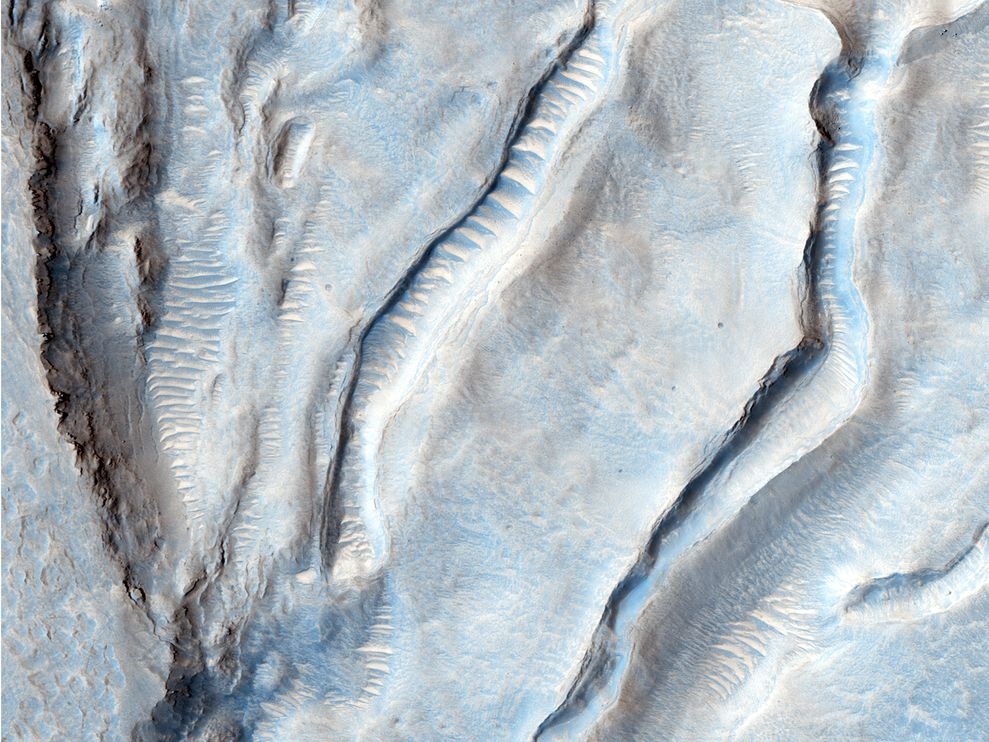
Fulla de gel a Oxus Patera, una caldera a Arabia Terra. Les osques fistonades al llarg de les espines de les crestes de la caldera són probablement esquerdes causades per l'expansió i contracció del gel.

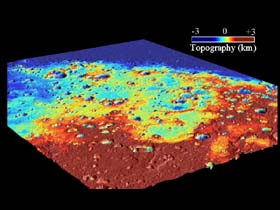
Vista obliqua d'Aràbia Terra produïda per la Mars Global Surveyor.

Arabia Terra és una vasta regió muntanyenca situada en l'hemisferi nord marcià. Es tracta d'una zona poblada de cràters i densament erosionada. La superfície denota una elevada edat, i Arabia Terra és considerada com un dels terrenys més vells del planeta. La zona cobreix una superfície delimitada per 4.500 km de llarg, centrada a les coordenades 25° N, 5° E, amb els seus extrems oriental i meridional ascendint 4 quilòmetres cap al nord-oest. Juntament amb els seus molts cràters, hi ha multitud de canons a través de l'Arabia Terra, molts dels quals desemboquen a les grans Terres baixes del nord del planeta, amb les quals Arabia Terra confina al nord.
Arabia Terra va ser batejada el 1979, seguint una clàssica designació basada en les característiques d'albedo. El nom deriva de la península aràbiga terrestre.
Una recerca realitzada el 1997 per astrofísics espanyols va definir millor la individualitat de la província. Es va constatar un cinturó equatorial amb un cràter d'edat distintivament més tardana que en la part septentrional de la província i de Noachis Terra al sud. Això es va interpretar com a "sistema back-arc incipient" provocat per la subducció de les terres baixes sota Arabia Terra durant l'Era Noeica.